# میریام مارگولیس
میریام مارگولیس (به انگلیسی: Miriam Margolyes) (زاده ۱۸ مه ۱۹۴۱) بازیگر و گوینده انگلیسی است.

## زندگی‌نامه
وی متولد آکسفورد انگلستان و فرزند جوزف مارگولیس فیزیکدان اسکاتلندی است. وی یکی از اعضای سلطنتی بریتانیا نیز است.

## جوایز
- جایزه بفتای بهترین بازیگر نقش مکمل زن (۱۹۹۴)

## گزیدهٔ نقش‌آفرینی‌ها
- اپل (۱۹۸۰)
- سرخ‌ها (۱۹۸۱)
- ینتل (۱۹۸۳)
- پدر خوب (۱۹۸۵)
- فروشگاه کوچک ترسناک (۱۹۸۶)
- دوریت کوچک (۱۹۸۷)
- تو را تا مرگ دوست دارم (۱۹۹۰)
- مرگ دوباره (۱۹۹۱)
- زن قصاب (۱۹۹۱)
- ارتفاعات آرام (۱۹۹۱)
- عصر معصومیت (۱۹۹۳)
- معشوق جاودان (۱۹۹۴)
- عزیز (۱۹۹۵)
- مزرعه سرد آرامش (۱۹۹۵)
- جیمز و هلوی غول‌پیکر (۱۹۹۶)
- رومئو + ژولیت (۱۹۹۶)
- ققنوس و قالیچه (۱۹۹۷)
- مولان (۱۹۹۸)
- نور سفید (۱۹۹۹)
- پایان دوران (۱۹۹۹)
- نور سفید (۱۹۹۹)
- مگنولیا (۱۹۹۹)
- دارما و گرگ (۲۰۰۰)
- جولیا بودن (۲۰۰۴)
- زندگی و مرگ پیتر سلرز (۲۰۰۴)
- مودیلیانی (۲۰۰۴)
- در جستجوی آزادی (۲۰۰۴)
- مارپل آگاتا کریستی (۲۰۰۴)
- خوش‌قدم (۲۰۰۶)
- برآب‌رفته (۲۰۰۶)
- ماجراهای سارا جین (۲۰۰۹)
- افسانه محافظان: جغدهای گاهول (۲۰۱۰)
- مرلین (۲۰۱۰)
- هری پاتر و یادگاران مرگ - قسمت دوم (۲۰۱۱)
- دکتر مارتین (۲۰۱۱)
- سفر گناه (۲۰۱۲)
- مایا زنبور عسل (۲۰۱۴)
- عصر نمایش